# Rusowo
Rusowo (deutsch Rützow) ist ein Dorf in der Woiwodschaft Westpommern in Polen. Es gehört zu der Gmina Ustronie Morskie (Landgemeinde Henkenhagen) im Powiat Kołobrzeski (Kolberger Kreis).

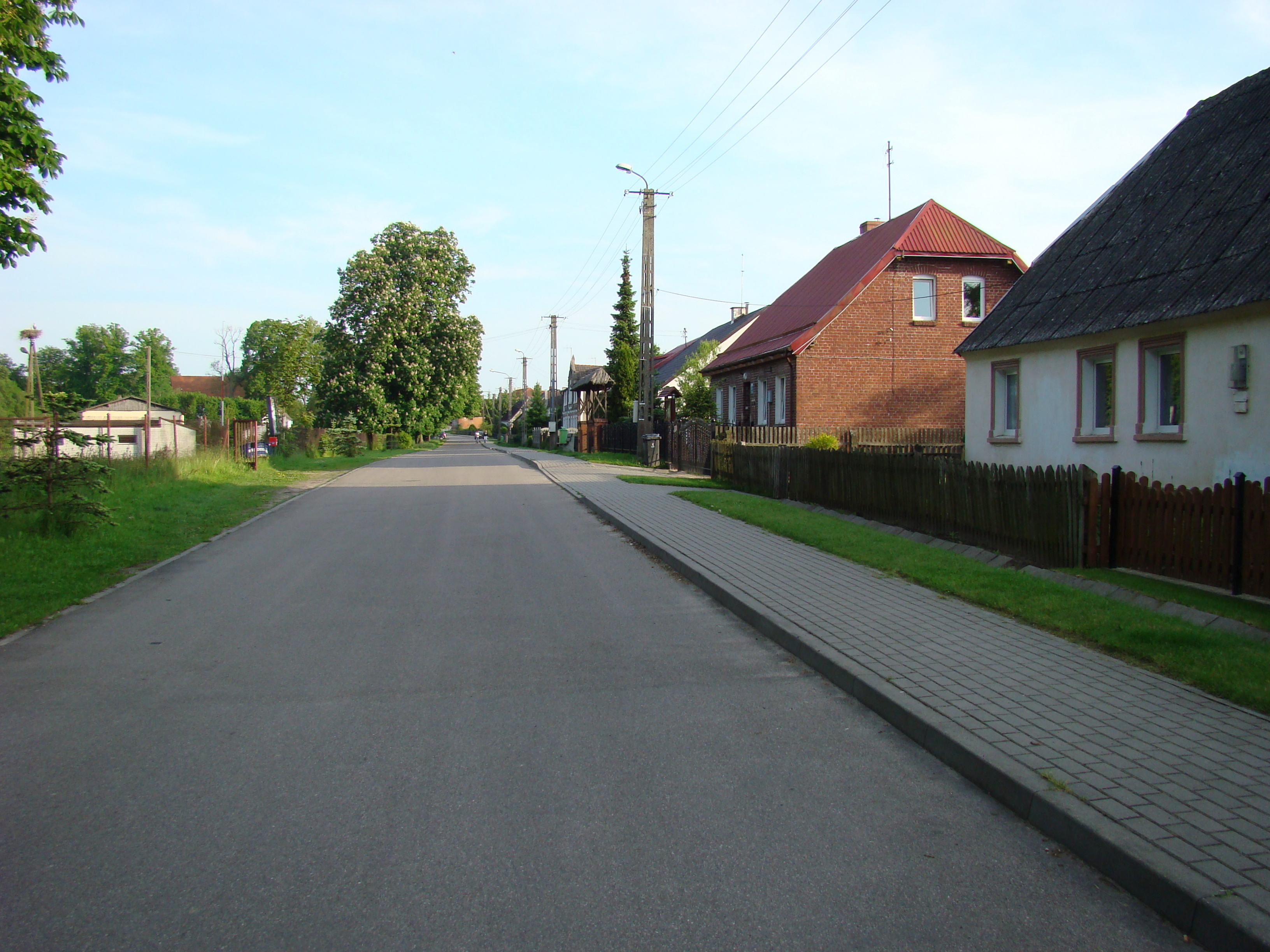
Dorfbild (Aufnahme von 2010)

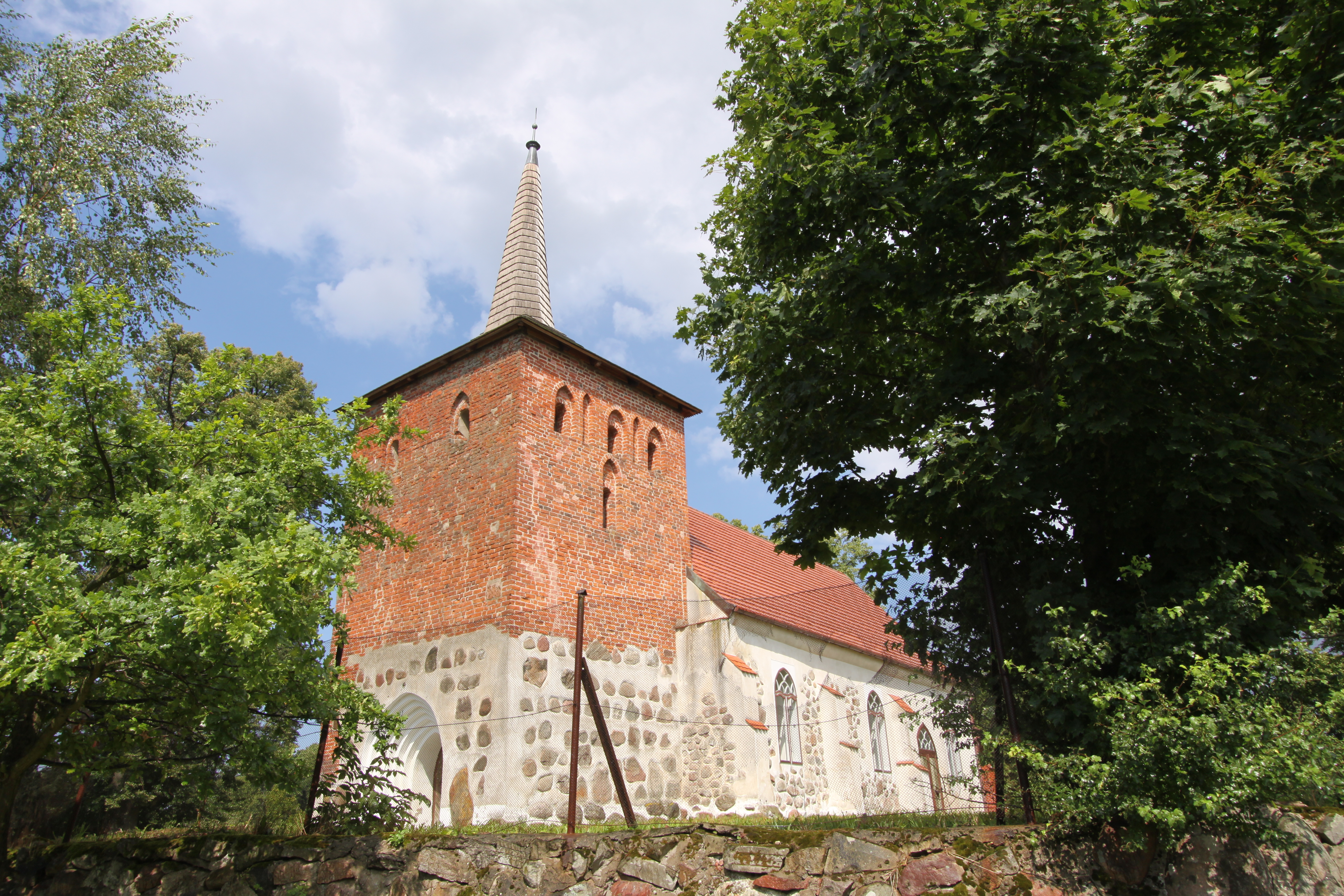
Dorfkirche (Aufnahme von 2012)

## Geographische Lage
Das Dorf liegt in Hinterpommern, etwa 120 Kilometer nordöstlich von Stettin und etwa 16 Kilometer östlich von Kołobrzeg (Kolberg). Die Ostseeküste mit dem Ostseebad Ustronie Morskie (Henkenhagen) liegt etwa sieben  Kilometer nördlich des Dorfes. Die nächsten Nachbarorte sind im Osten Strachomino (Strachmin), im Süden Połomino (Poldemin), im Südwesten Gąskowo (Ganzkow) und im Westen Kukinia (Alt Quetzin).
Östlich des Dorfes lag der Rützower See, der in der 2. Hälfte des 19. Jahrhunderts trockengelegt wurde.

## Geschichte
Aus vorgeschichtlicher Zeit wurden in der Gemarkung des Dorfes Steinkistengräber sowie ein bronzener Halsring gefunden.
Das Dorf wurde im Mittelalter als Angerdorf angelegt. Die erste urkundliche Erwähnung des Dorfes stammt aus dem 12. Jahrhundert: In einer Urkunde von 1182/1183 bestätigte der pommersche Herzog Bogislaw I. dem Kloster Stolpe seinen Besitz, darunter „in Cholberch villa Ruzowe“, also im Land Kolberg das Dorf Rützow.
Etwa 30 Jahre später, um 1214, schenkte Bischof Sigwin von Cammin dem Kloster Stolpe den Zehnten der damaligen Klostergüter, unter denen „in territorio Cholbergensi villa Rvzzowe“ genannt ist.
Im Jahre 1321 kauften zwei Angehörige der adligen Familie Damitz, ein Ritter Heinrich Damitz und sein Bruder Hermann, das Dorf. Rützow blieb dann etwa 450 Jahre lang ganz oder teilweise im Besitz der Familie Damitz. 1383 kauften die Nonnenklöster in Kolberg und Köslin einen Anteil des Dorfes, 1454 das Nonnenkloster in Kolberg abermals einen Anteil. Im 16. Jahrhundert besaß die adlige Familie Kameke einen Anteil von Rützow. Im 18. Jahrhundert war der Besitz von Rützow in vier Anteile geteilt, die unterschiedlichen Angehörigen der Familie Damitz gehörten. Rützow b wurde 1760 an den Geheimen Oberfinanzrat Friedrich Wilhelm von Gerlach (* 1711; † 1780) verkauft, zu dessen Erben der Kammerpräsident Carl Friedrich Leopold von Gerlach gehörte.
In Ludwig Wilhelm Brüggemanns Ausführlicher Beschreibung des gegenwärtigen Zustandes des Königlich-Preußischen Herzogtums Vor- und Hinterpommern (1784) ist Rützow unter den adligen Gütern des Fürstentums Cammin genannt. Es gab hier vier Ackerhöfe (wohl die Wirtschaftshöfe der vier Gutsanteile), einen Prediger, zwei Bauernstellen, zwei Halbbauernstellen, zwei Krüge und ein Predigerwitwenhaus, insgesamt 30 Haushaltungen („Feuerstellen“). Die Zahl von zwei Krügen mag sich dadurch erklären, dass damals noch die Landstraße von Kolberg nach Köslin durch das Dorf führte und Reisende zu versorgen waren. Ende des 18. Jahrhunderts kaufte ein Leutnant Chistoph von Müller ganz Rützow.
1807 wurde Rützow von dem wohlhabenden Kolberger Kaufmann Schroeder gekauft. Im Besitz der Familie Schroeder blieb Rützow bis 1907, als sein Enkel Fritz Schroeder es an die Pommersche Ansiedlungsgesellschaft verkaufte. Die Pommersche Ansiedlungsgesellschaft siedelte das Gut ab 1909 auf, hierbei wurden die neuen Bauernstellen in der Feldmark verteilt angelegt. Das Restgut Rützow wurde zunächst von einem Berliner Kaufmann erworben. Anfang der 1930er Jahre kaufte Fritz Schroeder das Restgut mit dem Herrenhaus jedoch zurück.
Ab dem 19. Jahrhundert bestanden ein Gutsbezirk Rützow und eine kleinere Landgemeinde Rützow nebeneinander. Mit Stand 1895 umfasste der Gutsbezirk Rützow 737 Hektar und hatte 198 Einwohner, die Landgemeinde Rützow 127 Hektar mit 63 Einwohnern. Später wurde die Landgemeinde in den Gutsbezirk eingegliedert. Als aber ab 1909 das Gut aufgesiedelt wurde, wurde der Gutsbezirk aufgelöst und an seine Stelle trat eine neue Landgemeinde Rützow.
Vor 1945 bildete Rützow eine Landgemeinde im Kreis Kolberg-Körlin der preußischen Provinz Pommern. Zur Gemeinde gehörten keine weiteren Wohnplätze.
Gegen Ende des Zweiten Weltkriegs wurde die Region um Rützow im Frühjahr 1945 von der Roten Armee besetzt. Nach Kriegsende wurde
Rützow, wie ganz Hinterpommern, unter polnische Verwaltung gestellt.  Die deutsche Ortschaft erhielt den neuen polnischen Namen Rusowo. Die Dorfbevölkerung wurde in der Folgezeit von der für den Ort zuständigen polnischen Verwaltungsbehörde vertrieben. Mit der Vertreibung der deutschen Einheimischen einher ging die Neubesiedlung des Orts mit polnischen Zivilisten.

## Entwicklung der Einwohnerzahlen
- 1816: 180 Einwohner[7]
- 1864: 286 Einwohner[7]
- 1885: 289 Einwohner[7]
- 1905: 238 Einwohner[7]
- 1925: 455 Einwohner[7]
- 1939: 399 Einwohner[7]

## Sehenswürdigkeiten
- Dorfkirche, massiver Feldsteinbau aus dem Mittelalter, oberer Teil des Turms von 1684, Anbau aus dem 19. Jahrhundert.